# 주오구 (후쿠오카시)
주오구(일본어: 中央区)는 일본 후쿠오카현 후쿠오카시를 구성하는 7개 구 중 하나이다.
후쿠오카시의 중심부에 해당하는 구로 일본 도시의 주오구 중에서는 인구 밀도가 가장 높고 도쿄권·오사카권을 제외하고 일본에서 유일하게 km2당 1만 명을 넘는 행정구이기도 하다. 또 최근 몇 년간 인구 집중을 볼 수 있는 후쿠오카 도시권의 모든 시정 및 구 중에서도 2000~2005년의 5년 동안 인구가 10% 이상(15,490명) 증가한 유일한 구이다.

## 지리
후쿠오카시 전체로 보면 중앙보다 약간 동쪽에 치우쳐 있지만 후쿠오카 시민에게는 "중앙부"로 여겨지고 있고 실제로 후쿠오카시의 중심 기능을 이루고 있다. 동쪽으로 하카타구, 남쪽으로 미나미구, 서쪽으로 사와라구, 남서쪽으로 조난구와 접한다.
북동부는 규슈 지방 최대 번화가인 덴진(天神)을 시작으로 다이묘·이마이즈미·나가하마 등도 포함해 후쿠오카시의 중심 시가지로 발전하고 있다. 북부는 초대 후쿠오카번주 구로다 나가마사의 명령으로 축성된 후쿠오카성터가 현재는 도심 녹지·공원으로 정비되어 있다. 북단부 일대는 매립지가 중심이고 북서부의 지교하마 매립지는 시사이드모모치의 일부이며 후쿠오카 돔을 중심으로 하는 새로운 시가지이다.
중부와 남부 일대는 주택지이다.

## 역사
- 1972년 4월 1일 - 후쿠오카시가 정령지정도시로 지정됨과 동시에 구가 성립하였다.

## 정치
후쿠오카시청 소재지이다. 예전에는 현청도 있었지만 현재는 하카타구로 이전했다. 이 때문에 중의원 소선거구는 후쿠오카현 제2구이다.

## 교통

### 철도
- 서일본 철도
  - 덴진오무타선

- 후쿠오카시 교통국(후쿠오카시 지하철)
  - 공항선
  - 나나쿠마선

### 도로
- 후쿠오카 고속도로
- 국도 202호선

## 같이 보기
- 러브 FM (일본)
- 히로타 고키